# Operatie Deadlight

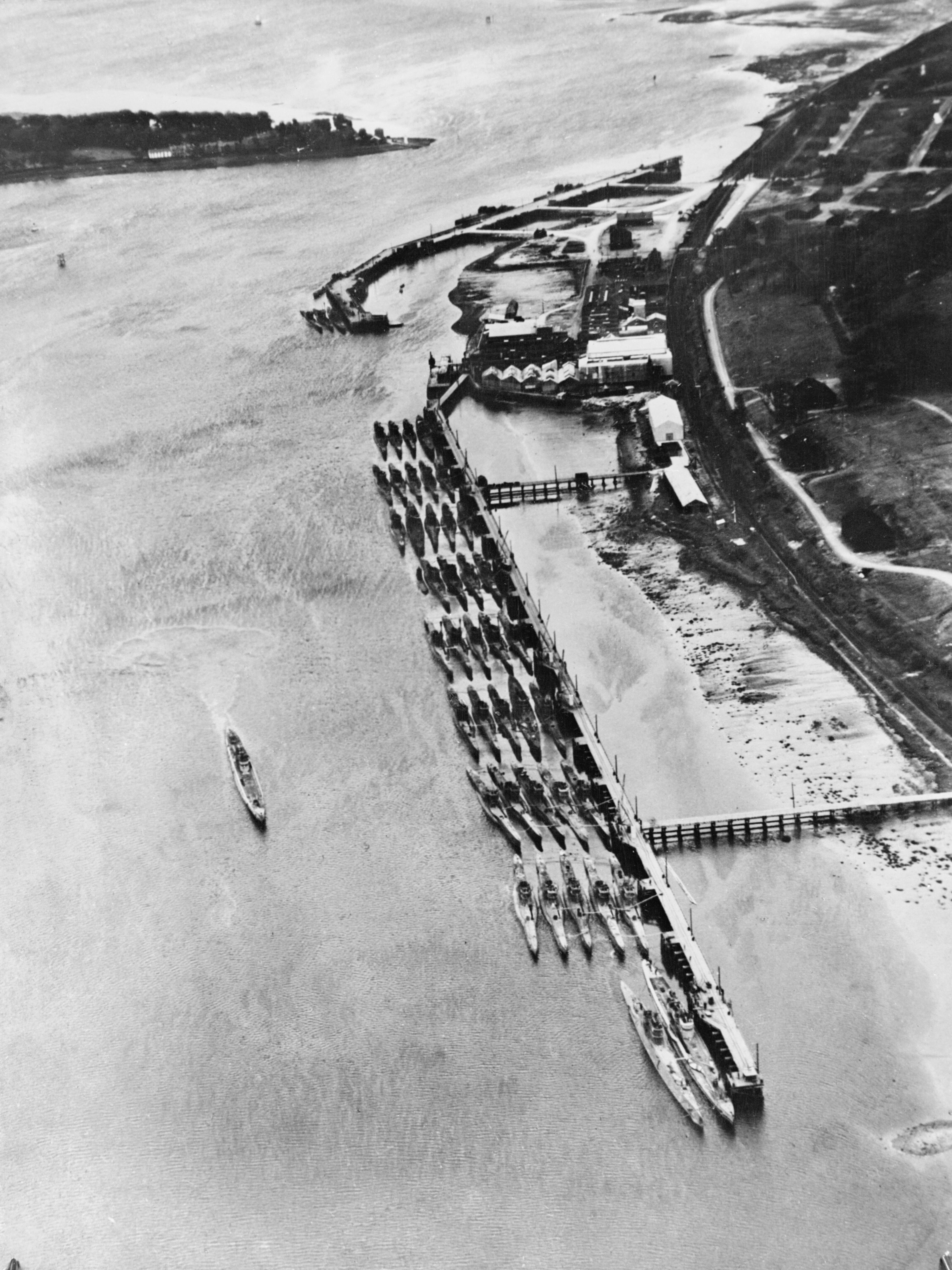
Overgegeven duikboten

Operation Deadlight was de codenaam voor het tot zinken brengen van U-boten die in handen waren gekomen van de geallieerden nadat Duitsland was verslagen aan het einde van de Tweede Wereldoorlog.
Van de 154 U-boten die overgeleverd werden, werden er 121 tot zinken gebracht in diep water bij Lisahally, Noord-Ierland of Loch Ryan, Schotland van 25 november 1945 tot 11 februari 1946. Op 12 februari 1946 om 10:04 had de U-3514 dubieuze eer om de laatste U-boot te zijn die tot zinken werd gebracht in Operation Deadlight. De andere 33 werden gebruikt als oefendoel en daarna tot zinken gebracht. Zo werd de U-1105 tot zinken gebracht in een proef met explosieven op de Potomac in 1948.
Het Britse ministerie van defensie heeft een ruimingscontract gegund aan een bedrijf dat van plan is om de meeste, zo niet alle, te lichten. Dit is waarschijnlijk omdat de schrootwaarde van de wrakken voldoende is om het ruimen te rechtvaardigen.
Meerdere U-boten overleefden Operation Deadlight. Een aantal werden als oorlogsbuit opgeëist door het Verenigd Koninkrijk, Frankrijk, Noorwegen en de Sovjet-Unie, vooral de nieuwere types Type XXI en Type XXIII. Vijf bevonden zich in het Verre Oosten toen Duitsland zich overgaf en waren onder Japans bevel. Twee U-boten die Operation Deadlight overleefden zijn nu museumschepen. De U-505 stond op de nominatie om afgezonken te worden, maar schout-bij-nacht Daniel V. Gallery beargumenteerde succesvol dat deze niet onder Operation Deadlight viel. De United States Navy Task Group 22.3, onder toen-kapitein Gallery, had de U 505 veroverd in een slag op 4 juni 1944. Aangezien de boot was veroverd en niet overgeleverd, werd het een oorlogsmonument in het Museum of Science and Industry in Chicago. De U-995 werd overgebracht van Noorwegen naar Groot-Brittannië in oktober 1948 en werd de Noorse Kaura. Het keerde terug naar Duitsland in 1965 waar het een museumschip werd in 1971. De Nederlandse Hr.Ms. O 27, na de Duitse invasie pas afgebouwd en in dienst van de Kriegsmarine genomen als de U-D5, werd gered toen ze opviel doordat haar vorm afweek van de door de Duitsers ontworpen onderzeeërs. Daarop keerde ze terug naar Nederland, om vervolgens tot 1959 dienst te doen in de Koninklijke Marine.